# 780
780 (DCCLXXX, na numeração romana) foi um ano bissexto do século VIII, do Calendário Juliano, da Era de Cristo, com início a um sábado e fim a um domingo, e as suas letras dominicais foram B e A.
| Ano completo                      |
| --------------------------------- |
| Ano bissexto com início ao sábado |

## Eventos
- 8 de setembro - Início do reinado de Constantino VI como imperador bizantino.

## Nascimentos
- Al-Khwarizmi, matemático, astrônomo, astrólogo, geógrafo e autor persa (m ca. 850)
- Papa Eugênio II.
- Papa Valentino.